# Nabua (Fiyi)
Nabua es un suburbio de Suva, la capital de Fiyi. En esta zona se encuentra el cuartel de la reina Isabel, una importante base militar, donde se produjo un motín el 2 de noviembre de 2000.
Nabua fue fundada en 1935 por Ratu Sir Josefa Vanayaliyali Sukuna después de un gran maremoto que azotó Suva. Fue poblada principalmente por los indígenas de la comunidad de Fiyi.